# Alfred van Saksen-Coburg en Gotha
Alfred Ernst Albert (Windsor Castle, 6 augustus 1844 - Rosenau bij Coburg, 30 juli 1900), hertog van Edinburgh, was van 1893 tot 1900 hertog van Saksen-Coburg en Gotha. Hij was de tweede zoon van de Britse koningin Victoria en haar gemaal Albert van Saksen-Coburg-Gotha. Edward VII was zijn broer en de Duitse keizerin Victoria zijn zuster.

## Jeugd en carrière
"Affie" werd als enige kind van het koningspaar niet geboren in Buckingham Palace, maar in Windsor Castle. Hij was een levenslustig en temperamentvol kind dat graag klauterde en ronddartelde. Evenals de andere kinderen in het gezin ontving hij een uitstekende opvoeding en opleiding. In tegenstelling tot zijn oudere broer Bertie (Albert Edward) gold hij als weet- en leergierig, maar de Duitse taal beheerste hij in vergelijking met zijn broers en zussen slecht.

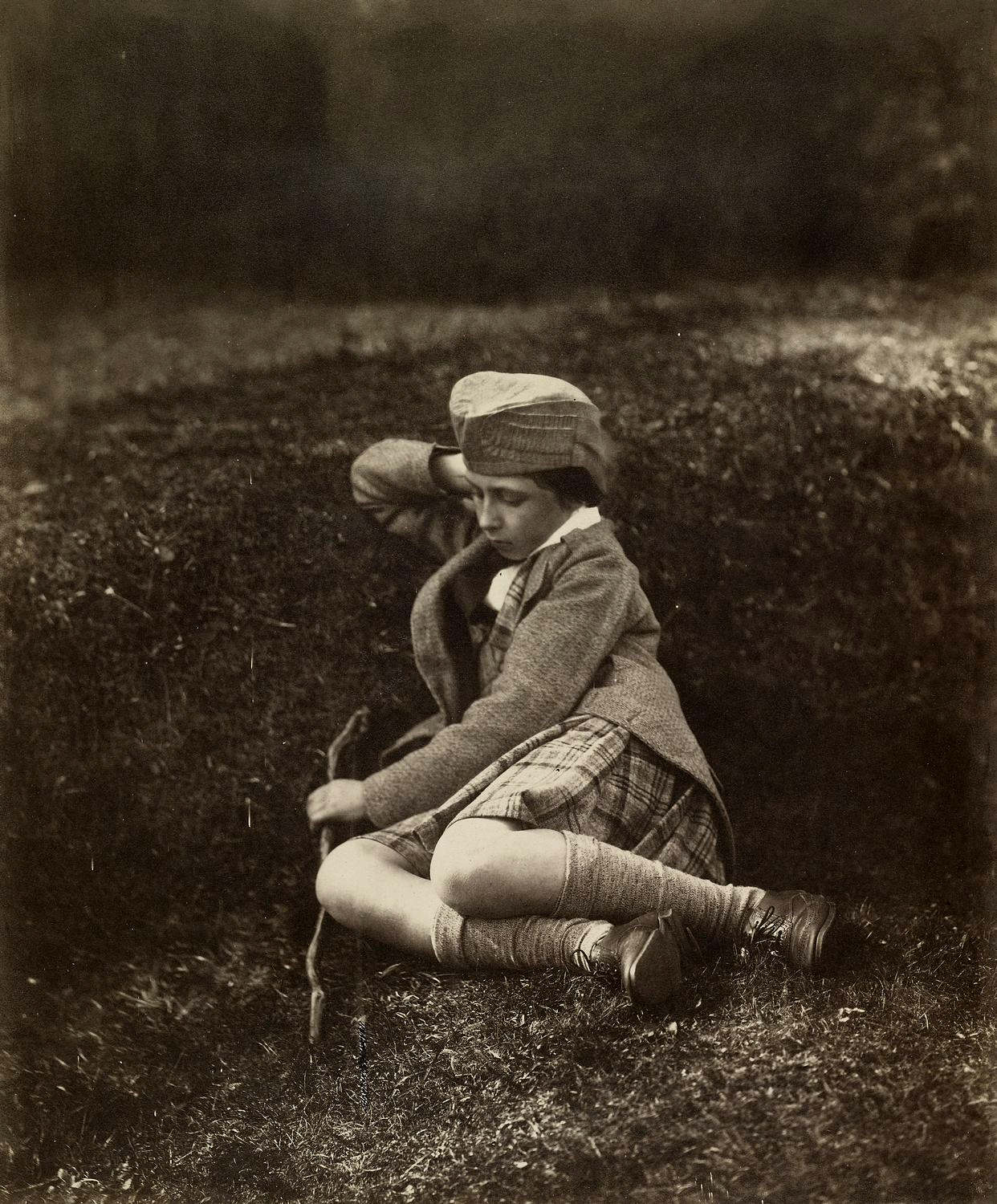
Alfred in 1856

Alfred werd in 1852 aangewezen als troonopvolger van zijn kinderloze oom Ernst II van Saksen-Coburg en Gotha. In 1856 trad hij volgens eigen wens toe tot de Royal Navy. Na zijn succesvol afgeronde marineopleiding reisde hij op de HMS Euryalus naar Zuid-Afrika en bezocht de Kaapkolonie, de Oranje Vrijstaat en Natal, alwaar hij een goede indruk op zowel de kolonisten als de inheemse stamhoofden maakte. Op een reis naar West-Indië en Noord-Amerika in 1861 vernam hij de dood van zijn vader. Na het aftreden van koning Otto I van Griekenland werd hij door de Griekse Nationale Vergadering in 1862 tot nieuwe koning gekozen. Om politieke redenen kon de Britse regering hier echter niet mee akkoord gaan. Bij het huwelijk van zijn oudere broer Edward in dat jaar was de toen 18-jarige Alfred belast met het toezicht op zijn driejarige neefje Willy (de latere keizer Wilhelm II). Deze misdroeg zich gedurende de voor hem dodelijk saaie ceremonie vreselijk en beet Alfred zelfs in zijn been.
In 1863 werd hij luitenant ter zee en begon te studeren aan de universiteiten van Edinburgh en Bonn. Ook werd hij op 24 mei van dat jaar door de koningin verheven tot ridder in de Orde van de Kousenband. Hij bezocht in 1865 Coburg en koos het Wangenheim-Paleis (Edinburgh-Paleis) uit als toekomstige residentie. Vanwege de verjaardag van koningin Victoria werd hij het jaar daarop tot hertog van Edinburgh en graaf van Ulster en Kent gemaakt en ontving hij van het parlement een jaarlijkse apanage van 15.000 pond. Op 8 juni nam hij plaats in het Hogerhuis.
Alfred werd in 1867 kapitein en begon op 24 januari met een wereldreis op het fregat HMS Galatea. Hij bezocht als eerste lid van het Britse koningshuis Australië en werd met enthousiasme ontvangen. In datzelfde jaar legde hij de eerste steen voor de bouw van de Melbourne Town Hall in Melbourne. In Sydney werd hij tijdens een picknick echter met een revolver in de rug geschoten door de Ier Henry James O'Farrell. Hij raakte echter slechts lichtgewond. In 1869 bezocht hij India en Hongkong en was ook daar de eerste Britse royal die een bezoek bracht.

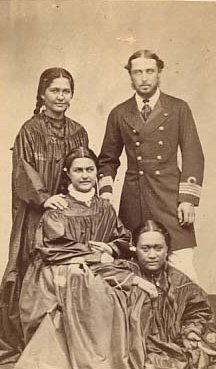
Alfred op Tahiti in 1870

Hij trad op 23 januari 1874 in het Winterpaleis te Sint-Petersburg in het huwelijk met grootvorstin Maria Alexandrovna, enige dochter van tsaar Alexander II. Het was geen gelukkig huwelijk en Maria werd in de Londense hogere kringen te arrogant bevonden.
Alfreds marinecarrière nam een hoge vlucht. Hij werd schout-bij-nacht (1878), viceadmiraal (1882), admiraal (1887) en ten slotte opperbevelhebber van de vloot (1893). In 1878 leidde hij de bezetting van Cyprus.

## Hertog van Saksen-Coburg-Gotha
Toen hertog Ernst II op 2 augustus 1893 kinderloos stierf kwam het dubbelhertogdom Saksen-Coburg en Gotha aan Alfred toe. Zijn oudere broer Edward had van de troonopvolging afgezien omdat hij eerste in lijn was voor de opvolging op de Britse troon. Hij trad terug uit de marine, legde zijn lidmaatschap van het Hogerhuis en de Privy Council neer maar behield zijn Britse ere-ambten en titels. Hij gaf zijn apanage terug maar behield de jaarlijkse 10.000 pond die hij sinds zijn huwelijk ontving om zijn Londense residentie Clarence House te onderhouden.
Het leven in Coburg viel hem zwaar. Hij was een Britse prins in een Duits land in een periode waarin de betrekkingen tussen beide landen niet zeer goed waren. Evenals Edward VII had hij een afkeer van hun beider neef Wilhelm II. Als lid van het Duitse Keizerrijk kon Alfred alleen binnenlandse politiek bedrijven en hij miste zijn oude leven bij de marine dan ook zeer. Hij bleef de Royal Navy op de voet volgen en zag de uitbreiding van de Duitse marine met zorg aan.
Het feit dat hij zijn Britse titels belangrijker achtte dan zijn Duitse en zich ook in de Bondsraad Koninklijke Hoogheid liet noemen (een predicaat waar hij in Duitsland geen recht op had daar hij slechts een hertog was) werd hem kwalijk genomen. Evenals zijn zuster, keizerin Vicky, werd hij als "buitenlander" gezien en wantrouwig of ronduit vijandelijk bejegend. Enkele Duitse kranten noemden zijn troonsbestijging een belediging voor het Duitse nationaliteitsbesef. Desondanks, en ondanks zijn gebrekkige beheersing van het Duits, wist hij uiteindelijk toch de liefde van zijn volk te winnen.
Alfred bemoeide zich niet al te zeer met binnenlandse aangelegenheden, die hij overliet aan het staatsministerie. Hij wijdde zich aan de jacht en ondernam reizen (bij een bezoek aan Alexandrië in 1898 werd hij door een muskiet gestoken en liep een langdurige ooginfectie op waarvan hij nooit meer helemaal zou genezen). Tevens hield hij erg van muziek, was hij een uitstekend violist en speelde hij een prominente rol in het stichten van het Royal College of Music. Zijn verzameling glas en keramiek was een half miljoen mark waard.
Alfreds enige zoon en opvolger Alfred deed in 1899 gedurende de feestelijkheden bij gelegenheid van de zilveren bruiloft van het hertogelijk paar een zelfmoordpoging en stierf twee weken later. Alfred gaf zijn vrouw hiervan de schuld en liet zich van haar scheiden. Om zijn leed te verzachten begon hij te drinken. Op 30 juli 1900, kort voor zijn zesenvijftigste verjaardag, stierf hij aan strottenhoofdkanker en werd naast zijn zoon in het hertogelijk mausoleum te Coburg bijgezet. De opvolger Arthur, hertog van Connaught, zag af van de hertogelijke waardigheid, zodat deze (theoretisch) overging op Leopold van Albany. Daar deze al in 1884 was gestorven werd zijn zoon Karel Eduard de nieuwe hertog van Saksen-Coburg en Gotha. Daar deze nog minderjarig was werd de regering tot 1905 waargenomen door Ernst zu Hohenlohe-Langenburg, echtgenoot van Alfreds dochter Alexandra.

## Kinderen
Alfred en Maria hadden de volgende kinderen:
- Alfred ("Young Alfie") (1874-1899)
- Marie (1875-1938), gehuwd met koning Ferdinand I van Roemenië
- Victoria Melita ("Ducky") (1876-1936), gehuwd met groothertog Ernst Lodewijk van Hessen en later met grootvorst Cyril van Rusland
- Alexandra (1878-1942), gehuwd met prins Ernst zu Hohenlohe-Langenburg
- Doodgeboren dochter (1879)
- Beatrice (1884-1966), gehuwd met Don Alfons, infante van Spanje

## Kwartierstaat (voorouders)
| Frans van Saksen-Coburg-Saalfeld (1750-1806)    | Frans van Saksen-Coburg-Saalfeld (1750-1806)    | Frans van Saksen-Coburg-Saalfeld (1750-1806)    | Frans van Saksen-Coburg-Saalfeld (1750-1806)    | Frans van Saksen-Coburg-Saalfeld (1750-1806)    | Frans van Saksen-Coburg-Saalfeld (1750-1806)    | Augusta van Reuss-Ebersdorf en Lobenstein (1757-1831) | Augusta van Reuss-Ebersdorf en Lobenstein (1757-1831) | Augusta van Reuss-Ebersdorf en Lobenstein (1757-1831) | Augusta van Reuss-Ebersdorf en Lobenstein (1757-1831) | Augusta van Reuss-Ebersdorf en Lobenstein (1757-1831) | Augusta van Reuss-Ebersdorf en Lobenstein (1757-1831) |                                                    |                                                    | August van Saksen-Gotha-Altenburg (1772-1822) | August van Saksen-Gotha-Altenburg (1772-1822) | August van Saksen-Gotha-Altenburg (1772-1822) | August van Saksen-Gotha-Altenburg (1772-1822) | August van Saksen-Gotha-Altenburg (1772-1822) | August van Saksen-Gotha-Altenburg (1772-1822) | Louise Charlotte van Mecklenburg-Schwerin (1779-1801) | Louise Charlotte van Mecklenburg-Schwerin (1779-1801) | Louise Charlotte van Mecklenburg-Schwerin (1779-1801) | Louise Charlotte van Mecklenburg-Schwerin (1779-1801) | Louise Charlotte van Mecklenburg-Schwerin (1779-1801) | Louise Charlotte van Mecklenburg-Schwerin (1779-1801) |                                               |                                               | George III van het Verenigd Koninkrijk (1738-1820) | George III van het Verenigd Koninkrijk (1738-1820) | George III van het Verenigd Koninkrijk (1738-1820) | George III van het Verenigd Koninkrijk (1738-1820) | George III van het Verenigd Koninkrijk (1738-1820) | George III van het Verenigd Koninkrijk (1738-1820) | Charlotte van Mecklenburg-Strelitz (1744-1818) | Charlotte van Mecklenburg-Strelitz (1744-1818) | Charlotte van Mecklenburg-Strelitz (1744-1818) | Charlotte van Mecklenburg-Strelitz (1744-1818) | Charlotte van Mecklenburg-Strelitz (1744-1818)   | Charlotte van Mecklenburg-Strelitz (1744-1818)   |                                                  |                                                  | Frans van Saksen-Coburg-Saalfeld (1750-1806)     | Frans van Saksen-Coburg-Saalfeld (1750-1806)     | Frans van Saksen-Coburg-Saalfeld (1750-1806)     | Frans van Saksen-Coburg-Saalfeld (1750-1806)     | Frans van Saksen-Coburg-Saalfeld (1750-1806)     | Frans van Saksen-Coburg-Saalfeld (1750-1806)     | Augusta van Reuss-Ebersdorf en Lobenstein (1757-1831) | Augusta van Reuss-Ebersdorf en Lobenstein (1757-1831) | Augusta van Reuss-Ebersdorf en Lobenstein (1757-1831) | Augusta van Reuss-Ebersdorf en Lobenstein (1757-1831) | Augusta van Reuss-Ebersdorf en Lobenstein (1757-1831) | Augusta van Reuss-Ebersdorf en Lobenstein (1757-1831) |  |  |  |  |  |  |  |  |  |  |  |  |  |  |  |  |  |  |  |  |  |  |  |  |  |  |  |  |  |  |  |  |  |  |  |  |  |  |  |  |  |  |  |  |  |  |  |  |
| Frans van Saksen-Coburg-Saalfeld (1750-1806)    | Frans van Saksen-Coburg-Saalfeld (1750-1806)    | Frans van Saksen-Coburg-Saalfeld (1750-1806)    | Frans van Saksen-Coburg-Saalfeld (1750-1806)    | Frans van Saksen-Coburg-Saalfeld (1750-1806)    | Frans van Saksen-Coburg-Saalfeld (1750-1806)    | Augusta van Reuss-Ebersdorf en Lobenstein (1757-1831) | Augusta van Reuss-Ebersdorf en Lobenstein (1757-1831) | Augusta van Reuss-Ebersdorf en Lobenstein (1757-1831) | Augusta van Reuss-Ebersdorf en Lobenstein (1757-1831) | Augusta van Reuss-Ebersdorf en Lobenstein (1757-1831) | Augusta van Reuss-Ebersdorf en Lobenstein (1757-1831) |                                                    |                                                    | August van Saksen-Gotha-Altenburg (1772-1822) | August van Saksen-Gotha-Altenburg (1772-1822) | August van Saksen-Gotha-Altenburg (1772-1822) | August van Saksen-Gotha-Altenburg (1772-1822) | August van Saksen-Gotha-Altenburg (1772-1822) | August van Saksen-Gotha-Altenburg (1772-1822) | Louise Charlotte van Mecklenburg-Schwerin (1779-1801) | Louise Charlotte van Mecklenburg-Schwerin (1779-1801) | Louise Charlotte van Mecklenburg-Schwerin (1779-1801) | Louise Charlotte van Mecklenburg-Schwerin (1779-1801) | Louise Charlotte van Mecklenburg-Schwerin (1779-1801) | Louise Charlotte van Mecklenburg-Schwerin (1779-1801) |                                               |                                               | George III van het Verenigd Koninkrijk (1738-1820) | George III van het Verenigd Koninkrijk (1738-1820) | George III van het Verenigd Koninkrijk (1738-1820) | George III van het Verenigd Koninkrijk (1738-1820) | George III van het Verenigd Koninkrijk (1738-1820) | George III van het Verenigd Koninkrijk (1738-1820) | Charlotte van Mecklenburg-Strelitz (1744-1818) | Charlotte van Mecklenburg-Strelitz (1744-1818) | Charlotte van Mecklenburg-Strelitz (1744-1818) | Charlotte van Mecklenburg-Strelitz (1744-1818) | Charlotte van Mecklenburg-Strelitz (1744-1818)   | Charlotte van Mecklenburg-Strelitz (1744-1818)   |                                                  |                                                  | Frans van Saksen-Coburg-Saalfeld (1750-1806)     | Frans van Saksen-Coburg-Saalfeld (1750-1806)     | Frans van Saksen-Coburg-Saalfeld (1750-1806)     | Frans van Saksen-Coburg-Saalfeld (1750-1806)     | Frans van Saksen-Coburg-Saalfeld (1750-1806)     | Frans van Saksen-Coburg-Saalfeld (1750-1806)     | Augusta van Reuss-Ebersdorf en Lobenstein (1757-1831) | Augusta van Reuss-Ebersdorf en Lobenstein (1757-1831) | Augusta van Reuss-Ebersdorf en Lobenstein (1757-1831) | Augusta van Reuss-Ebersdorf en Lobenstein (1757-1831) | Augusta van Reuss-Ebersdorf en Lobenstein (1757-1831) | Augusta van Reuss-Ebersdorf en Lobenstein (1757-1831) |  |  |  |  |  |  |  |  |  |  |  |  |  |  |  |  |  |  |  |  |  |  |  |  |  |  |  |  |  |  |  |  |  |  |  |  |  |  |  |  |  |  |  |  |  |  |  |  |
|                                                 |                                                 |                                                 |                                                 |                                                 |                                                 |                                                       |                                                       |                                                       |                                                       |                                                       |                                                       |                                                    |                                                    |                                               |                                               |                                               |                                               |                                               |                                               |                                                       |                                                       |                                                       |                                                       |                                                       |                                                       |                                               |                                               |                                                    |                                                    |                                                    |                                                    |                                                    |                                                    |                                                |                                                |                                                |                                                |                                                  |                                                  |                                                  |                                                  |                                                  |                                                  |                                                  |                                                  |                                                  |                                                  |                                                       |                                                       |                                                       |                                                       |                                                       |                                                       |  |  |  |  |  |  |  |  |  |  |  |  |  |  |  |  |  |  |  |  |  |  |  |  |  |  |  |  |  |  |  |  |  |  |  |  |  |  |  |  |  |  |  |  |  |  |  |  |
|                                                 |                                                 |                                                 |                                                 | Ernst I van Saksen-Coburg en Gotha (1784-1844)  | Ernst I van Saksen-Coburg en Gotha (1784-1844)  | Ernst I van Saksen-Coburg en Gotha (1784-1844)        | Ernst I van Saksen-Coburg en Gotha (1784-1844)        | Ernst I van Saksen-Coburg en Gotha (1784-1844)        | Ernst I van Saksen-Coburg en Gotha (1784-1844)        |                                                       |                                                       |                                                    |                                                    |                                               |                                               | Louise van Saksen-Gotha-Altenburg (1800-1831) | Louise van Saksen-Gotha-Altenburg (1800-1831) | Louise van Saksen-Gotha-Altenburg (1800-1831) | Louise van Saksen-Gotha-Altenburg (1800-1831) | Louise van Saksen-Gotha-Altenburg (1800-1831)         | Louise van Saksen-Gotha-Altenburg (1800-1831)         |                                                       |                                                       |                                                       |                                                       |                                               |                                               |                                                    |                                                    |                                                    |                                                    | Eduard August van Kent (1767-1820)                 | Eduard August van Kent (1767-1820)                 | Eduard August van Kent (1767-1820)             | Eduard August van Kent (1767-1820)             | Eduard August van Kent (1767-1820)             | Eduard August van Kent (1767-1820)             |                                                  |                                                  |                                                  |                                                  |                                                  |                                                  | Victoire van Saksen-Coburg-Saalfeld ((1786-1861) | Victoire van Saksen-Coburg-Saalfeld ((1786-1861) | Victoire van Saksen-Coburg-Saalfeld ((1786-1861) | Victoire van Saksen-Coburg-Saalfeld ((1786-1861) | Victoire van Saksen-Coburg-Saalfeld ((1786-1861)      | Victoire van Saksen-Coburg-Saalfeld ((1786-1861)      |                                                       |                                                       |                                                       |                                                       |  |  |  |  |  |  |  |  |  |  |  |  |  |  |  |  |  |  |  |  |  |  |  |  |  |  |  |  |  |  |  |  |  |  |  |  |  |  |  |  |  |  |  |  |  |  |  |  |
|                                                 |                                                 |                                                 |                                                 | Ernst I van Saksen-Coburg en Gotha (1784-1844)  | Ernst I van Saksen-Coburg en Gotha (1784-1844)  | Ernst I van Saksen-Coburg en Gotha (1784-1844)        | Ernst I van Saksen-Coburg en Gotha (1784-1844)        | Ernst I van Saksen-Coburg en Gotha (1784-1844)        | Ernst I van Saksen-Coburg en Gotha (1784-1844)        |                                                       |                                                       |                                                    |                                                    |                                               |                                               | Louise van Saksen-Gotha-Altenburg (1800-1831) | Louise van Saksen-Gotha-Altenburg (1800-1831) | Louise van Saksen-Gotha-Altenburg (1800-1831) | Louise van Saksen-Gotha-Altenburg (1800-1831) | Louise van Saksen-Gotha-Altenburg (1800-1831)         | Louise van Saksen-Gotha-Altenburg (1800-1831)         |                                                       |                                                       |                                                       |                                                       |                                               |                                               |                                                    |                                                    |                                                    |                                                    | Eduard August van Kent (1767-1820)                 | Eduard August van Kent (1767-1820)                 | Eduard August van Kent (1767-1820)             | Eduard August van Kent (1767-1820)             | Eduard August van Kent (1767-1820)             | Eduard August van Kent (1767-1820)             |                                                  |                                                  |                                                  |                                                  |                                                  |                                                  | Victoire van Saksen-Coburg-Saalfeld ((1786-1861) | Victoire van Saksen-Coburg-Saalfeld ((1786-1861) | Victoire van Saksen-Coburg-Saalfeld ((1786-1861) | Victoire van Saksen-Coburg-Saalfeld ((1786-1861) | Victoire van Saksen-Coburg-Saalfeld ((1786-1861)      | Victoire van Saksen-Coburg-Saalfeld ((1786-1861)      |                                                       |                                                       |                                                       |                                                       |  |  |  |  |  |  |  |  |  |  |  |  |  |  |  |  |  |  |  |  |  |  |  |  |  |  |  |  |  |  |  |  |  |  |  |  |  |  |  |  |  |  |  |  |  |  |  |  |
|                                                 |                                                 |                                                 |                                                 |                                                 |                                                 |                                                       |                                                       |                                                       |                                                       | Albert van Saksen-Coburg en Gotha (1819-1861)         | Albert van Saksen-Coburg en Gotha (1819-1861)         | Albert van Saksen-Coburg en Gotha (1819-1861)      | Albert van Saksen-Coburg en Gotha (1819-1861)      | Albert van Saksen-Coburg en Gotha (1819-1861) | Albert van Saksen-Coburg en Gotha (1819-1861) |                                               |                                               |                                               |                                               |                                                       |                                                       |                                                       |                                                       |                                                       |                                                       |                                               |                                               |                                                    |                                                    |                                                    |                                                    |                                                    |                                                    |                                                |                                                |                                                |                                                | Victoria van het Verenigd Koninkrijk (1819-1901) | Victoria van het Verenigd Koninkrijk (1819-1901) | Victoria van het Verenigd Koninkrijk (1819-1901) | Victoria van het Verenigd Koninkrijk (1819-1901) | Victoria van het Verenigd Koninkrijk (1819-1901) | Victoria van het Verenigd Koninkrijk (1819-1901) |                                                  |                                                  |                                                  |                                                  |                                                       |                                                       |                                                       |                                                       |                                                       |                                                       |  |  |  |  |  |  |  |  |  |  |  |  |  |  |  |  |  |  |  |  |  |  |  |  |  |  |  |  |  |  |  |  |  |  |  |  |  |  |  |  |  |  |  |  |  |  |  |  |
|                                                 |                                                 |                                                 |                                                 |                                                 |                                                 |                                                       |                                                       |                                                       |                                                       | Albert van Saksen-Coburg en Gotha (1819-1861)         | Albert van Saksen-Coburg en Gotha (1819-1861)         | Albert van Saksen-Coburg en Gotha (1819-1861)      | Albert van Saksen-Coburg en Gotha (1819-1861)      | Albert van Saksen-Coburg en Gotha (1819-1861) | Albert van Saksen-Coburg en Gotha (1819-1861) |                                               |                                               |                                               |                                               |                                                       |                                                       |                                                       |                                                       |                                                       |                                                       |                                               |                                               |                                                    |                                                    |                                                    |                                                    |                                                    |                                                    |                                                |                                                |                                                |                                                | Victoria van het Verenigd Koninkrijk (1819-1901) | Victoria van het Verenigd Koninkrijk (1819-1901) | Victoria van het Verenigd Koninkrijk (1819-1901) | Victoria van het Verenigd Koninkrijk (1819-1901) | Victoria van het Verenigd Koninkrijk (1819-1901) | Victoria van het Verenigd Koninkrijk (1819-1901) |                                                  |                                                  |                                                  |                                                  |                                                       |                                                       |                                                       |                                                       |                                                       |                                                       |  |  |  |  |  |  |  |  |  |  |  |  |  |  |  |  |  |  |  |  |  |  |  |  |  |  |  |  |  |  |  |  |  |  |  |  |  |  |  |  |  |  |  |  |  |  |  |  |
|                                                 |                                                 |                                                 |                                                 |                                                 |                                                 |                                                       |                                                       |                                                       |                                                       |                                                       |                                                       |                                                    |                                                    |                                               |                                               |                                               |                                               |                                               |                                               |                                                       |                                                       |                                                       |                                                       |                                                       |                                                       |                                               |                                               |                                                    |                                                    |                                                    |                                                    |                                                    |                                                    |                                                |                                                |                                                |                                                |                                                  |                                                  |                                                  |                                                  |                                                  |                                                  |                                                  |                                                  |                                                  |                                                  |                                                       |                                                       |                                                       |                                                       |                                                       |                                                       |  |  |  |  |  |  |  |  |  |  |  |  |  |  |  |  |  |  |  |  |  |  |  |  |  |  |  |  |  |  |  |  |  |  |  |  |  |  |  |  |  |  |  |  |  |  |  |  |
|                                                 |                                                 |                                                 |                                                 |                                                 |                                                 |                                                       |                                                       |                                                       |                                                       |                                                       |                                                       |                                                    |                                                    |                                               |                                               |                                               |                                               |                                               |                                               |                                                       |                                                       |                                                       |                                                       |                                                       |                                                       |                                               |                                               |                                                    |                                                    |                                                    |                                                    |                                                    |                                                    |                                                |                                                |                                                |                                                |                                                  |                                                  |                                                  |                                                  |                                                  |                                                  |                                                  |                                                  |                                                  |                                                  |                                                       |                                                       |                                                       |                                                       |                                                       |                                                       |  |  |  |  |  |  |  |  |  |  |  |  |  |  |  |  |  |  |  |  |  |  |  |  |  |  |  |  |  |  |  |  |  |  |  |  |  |  |  |  |  |  |  |  |  |  |  |  |
| Victoria van Saksen-Coburg en Gotha (1840-1901) | Victoria van Saksen-Coburg en Gotha (1840-1901) | Victoria van Saksen-Coburg en Gotha (1840-1901) | Victoria van Saksen-Coburg en Gotha (1840-1901) | Victoria van Saksen-Coburg en Gotha (1840-1901) | Victoria van Saksen-Coburg en Gotha (1840-1901) |                                                       |                                                       | Edward VII van het Verenigd Koninkrijk (1841-1910)    | Edward VII van het Verenigd Koninkrijk (1841-1910)    | Edward VII van het Verenigd Koninkrijk (1841-1910)    | Edward VII van het Verenigd Koninkrijk (1841-1910)    | Edward VII van het Verenigd Koninkrijk (1841-1910) | Edward VII van het Verenigd Koninkrijk (1841-1910) |                                               |                                               | Alice van Saksen-Coburg en Gotha (1843-1878)  | Alice van Saksen-Coburg en Gotha (1843-1878)  | Alice van Saksen-Coburg en Gotha (1843-1878)  | Alice van Saksen-Coburg en Gotha (1843-1878)  | Alice van Saksen-Coburg en Gotha (1843-1878)          | Alice van Saksen-Coburg en Gotha (1843-1878)          |                                                       |                                                       | Alfred van Saksen-Coburg en Gotha (1844-1900)         | Alfred van Saksen-Coburg en Gotha (1844-1900)         | Alfred van Saksen-Coburg en Gotha (1844-1900) | Alfred van Saksen-Coburg en Gotha (1844-1900) | Alfred van Saksen-Coburg en Gotha (1844-1900)      | Alfred van Saksen-Coburg en Gotha (1844-1900)      |                                                    |                                                    | Arthur van Connaught en Strathearn (1850-1942)     | Arthur van Connaught en Strathearn (1850-1942)     | Arthur van Connaught en Strathearn (1850-1942) | Arthur van Connaught en Strathearn (1850-1942) | Arthur van Connaught en Strathearn (1850-1942) | Arthur van Connaught en Strathearn (1850-1942) |                                                  |                                                  | Beatrice van Saksen-Coburg en Gotha (1857-1944)  | Beatrice van Saksen-Coburg en Gotha (1857-1944)  | Beatrice van Saksen-Coburg en Gotha (1857-1944)  | Beatrice van Saksen-Coburg en Gotha (1857-1944)  | Beatrice van Saksen-Coburg en Gotha (1857-1944)  | Beatrice van Saksen-Coburg en Gotha (1857-1944)  |                                                  |                                                  | ... + 2 zusters en 1 broer                            | ... + 2 zusters en 1 broer                            | ... + 2 zusters en 1 broer                            | ... + 2 zusters en 1 broer                            | ... + 2 zusters en 1 broer                            | ... + 2 zusters en 1 broer                            |  |  |  |  |  |  |  |  |  |  |  |  |  |  |  |  |  |  |  |  |  |  |  |  |  |  |  |  |  |  |  |  |  |  |  |  |  |  |  |  |  |  |  |  |  |  |  |  |